# 葵涌公園
葵涌公園（英語：Kwai Chung Park）是香港一個建設中的公園，位於新界葵青區葵涌南部，即已於1979年停止使用的醉酒灣堆填區，並設有行人天橋連接葵盛邨。港英政府早於1980年代便計劃將當地發展成大型市鎮公園，但在近落成時被發現公園範圍內有沼氣，令公園被迫無限期延後開放。其中3.9公頃在2009年闢作香港賽馬會國際小輪車場，之後僅維持有限度開放，2010年已關閉（重開後將為一期用地）。堆填區的其餘部分則一直被荒廢，引起各界關注，更先後兩次被審計署批評，直至2018年才將部份範圍建成臨時板球場。假設整個堆填區舊址都被納入公園範圍，葵涌公園將憑多達27公頃的面積成爲全香港面積最大的公園，大於已落成的大埔海濱公園和東九龍啟德發展區興建中的都會公園。

## 歷史

### 前身
醉酒灣昔日是海灣，於填海後成為垃圾堆填區。於1963年，為配合荃灣衛星城市發展，政府決定在市區興建兩座焚化爐，以取代醉酒灣堆填區；然而堆填區仍一直運作超過十年，直至1979年正式停用。
停用後，由於議員們希望新界有個大型公園，可以與港島的維多利亞公園、尖沙咀的九龍公園看齊，當局於1981年計劃將該處改建成公園，然後在翌年就工程招標。公園原擬於1992年落成及啟用，惟準備啟用時發現堆填的垃圾因為自然腐化而釋放沼氣，結果需要取消啟用，環境保護署更在1993年花費1.1億港元對公園進行防範沼氣及監測保養工程，直至2000年才將公園交還康樂及文化事務署（康文署）。

### 規劃暫停

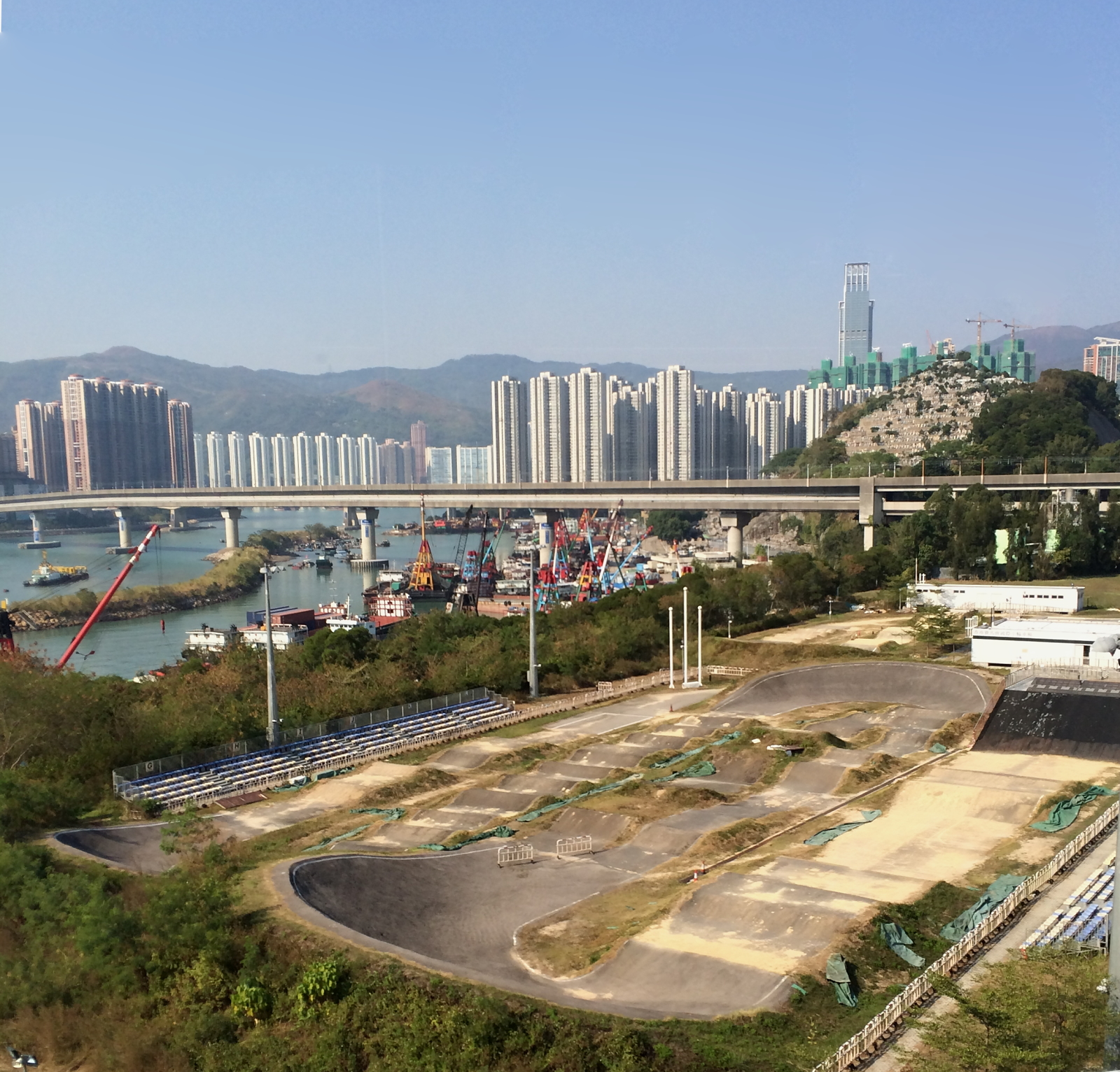
為了配合2009年東亞運動會而在公園臨海部份興建的香港賽馬會國際小輪車場，其後只有限度開放（2013年12月）

在2003年，民政事務局表示園內基本設施已經殘舊，需要復修，傷殘人士通道也要重新建造，但當時適逢嚴重急性呼吸系統綜合症疫情（沙士事件）肆虐，政府資源緊絀，康文署只好因應各項文康設施的緩急先後次序，重新檢討各工程發展時間表，葵涌公園工程結果未能優先進行。此後，康文署曾探討不同發展方案，包括把公園發展為足球訓練中心、開放公園面向荃灣路的部分，以及建設社區園圃兼休憩處、模型車賽車場、多用途草坪、康樂場地等，惟部分工程均超出建築署小型工程項目的上限，或者規模太小，未能夠配合擁有大面積的葵涌公園的發展需要，因此不同方案均無法開展。
為配合2009年東亞運動會小輪車比賽，政府撥出葵涌公園西南面一幅面積約3.9公頃的土地予中國香港單車總會，用作發展單車場（小輪車場）。因修復後的醉酒灣堆填區屬環保署管理，故署方負責起草及制定土地合約，並於2008年7月3日與香港單車聯會簽訂21年租約，由香港賽馬會於2009年撥捐2,200萬元興建，是香港首座及唯一符合國際標準的小輪車訓練及比賽場地。香港賽馬會國際小輪車場在2009年10月31日開幕，成為同年東亞運動會比賽場地。
2013年4月，康文署被審計署發表的審計報告點名批評其發展及管理公園及花園的情況欠理想，建議前者查明其於2000年接管的葵涌公園至今仍未有發展的背後原因，採取措施，以便日後加快完成工程計劃。康文署表示，區議員已經就用地日後的發展提出數個建議，署方將會與民政事務總署轄下的相關辦事處商討及制訂不同發展方案，稍後將方案交予區議會審議，及為公園的發展尋求適當的撥款來源。

### 初步研究
2013年12月，康文署完成有關於葵涌公園的初步研究，提出在餘下待發展的23公頃土地闢建綜合球場及練習場，包括因應葵青區居住有不少喜好板球運動的少數族裔而設的天然草地板球場、足球場及設有30條發球道的高爾夫練習場（內設懸垂安全網及圍欄安全網）等體育設施，以及其他一般設施，包括緩跑徑、太極場地、健體園地、社區園圃及停車場等。康文署並表示，將會在該項工程基礎上展開策劃工作，包括於2013年委託建築署進行技術可行性研究，確定在已修復的堆填區上建造擬建設施的技術可行性，當有更具體的發展計劃時，康文署會進一步諮詢葵青區議會和當區居民。但政府在2014年2月表示，由於在用地上擬發展康樂設施的相關技術可行性研究尚未進行，因此政府當時仍未能提供具體工程計劃。
為使葵涌公園盡早得到善用，政府2015年再向香港板球總會批出葵涌公園北面一幅4.5公頃土地作臨時板球場。除了安排板球隊伍到場訓練外，板球總會亦已承諾每周最少預留12小時予公眾租用，市民亦可在其他開放時間，於指定範圍觀看球賽或訓練活動，建造工程預計於2018年第三季完工。同年區議會選舉期間，民主黨區議員林立志在政綱內提出將公園改為市鎮中央公園，修復園內原有設施，並根據日佔時期的醉酒灣防線歷史，興建一條歷史文物徑，讓公眾認識香港歷史，不過林最終未能成功連任。
2016年11月10日，環保署在葵青區議會提交葵涌公園沼氣監察數據，自2001年至今的最大沼氣值（ppm）維持於0至30ppm，意即符合安全水平。署方以書面回應，美國國家環境保護局建議最大沼氣值不可超過500ppm，而公園並未超出此建議；署方又指，世界衛生組織未有就修復堆填區設立沼氣安全水平。
2018年5月，審計署發表的審計報告再次點名批評康文署的葵涌公園發展進度不理想。而康文署於2013年提出興建高爾夫球練習場，卻因未作技術評估就將方案提交區議會，獲同意後始發現方案並不可行，被質疑為何不在諮詢前就研究出可行方案。審計署又發現，葵涌公園修復工程在2017年1月被納入施政報告中所載的「體育及康樂設施五年計劃」之內，目標是在2022年或之前展開項目，但截至2018年2月，民政事務局仍未修訂2014年5月的工程界定書，以供建築署為葵涌公園擬備技術可行性說明書，令葵涌公園有85%用地一直未有開放予公眾使用。同年9月，公園內的臨時板球場進行試業，並於11月27日宣佈正式啟用，並在同日舉行開幕典禮。

### 提交設計
建築署於2020年3月批出公園的設計合約。及後，康文署在同年7月就葵涌公園第一期遞交大綱設計圖至葵青區議會，並列出將會在公園擬建的設施。區議會對公園硬性劃定健身區、兒童遊樂區及寵物公園的設計有保留，認為可暫劃為草坪，再諮詢居民期望的設施，而建築署及康文署則堅持要在現階段仔細劃定，否則工程或會延誤。署方同時就園內竉物公園提出兩個方案，當中包括開放整個葵涌公園讓市民攜同寵物進入（不包括板球場及小輪車場），或是劃出部份空間，設立與傳統寵物公園共存的「寵物共享公園」。此外，有議員建議政府增加休憩草地的面積，及將原定健身區和兒童遊樂區的部份，全改為大草坪，連同寵物公園部分合併為「康樂活動區」。

## 設施

### 已啟用
香港賽馬會國際小輪車場佔公園面積約3.9公傾，設有一條350米國際標准小輪車賽道、一條60米小輪車訓練賽道和其他基本設施，使用此車場的人士需要收費。
公園內的臨時板球場的面積為4.48公頃，共有兩個是標準板球場及一個為青少年及兒童訓練而設的練習及比賽場。球場開放時間為星期一至四中午1時至下午5時30分和星期六及日早上8時至下午5時，而星期一至五上午7時至9時則為公眾時段，該時段可讓公眾人士在場內散步和晨運。康文署曾表示，臨時板球場落成後，會開放予公眾入內，但在板球場營業初期，礙於牌照問題，一般市民只可在場內觀賽，不能在場內散步。直至牌照在2019年獲續批後，才於同年5月於平日晨早開放給市民散步。

### 規劃及建築中
根據康文署在2020年向葵青區議會提交的大綱，葵涌公園第一期發展將與香港賽馬會國際小輪車場為鄰，並設有園景花園、兒童遊樂處、健身區、緩跑徑、優質步行徑、寵物公園、表演台等設施，該等設施和臨時板球場以港鐵東涌線和機場快綫架空路軌為界。
2022年12月，葵涌公園下段（第一期）動工。公園建於2024年，預計2025年第3季一第4季落成並啟用。而上段（第二期除板球場外之地方）其他部分於2024年11月動工，預計建於2025年，並於2026至2027年完全落成

## 現況及批評

### 公園荒地
自從公園在2000年交還給康文署管理，由於當局保養不善，令園內的基本設施如行人徑、路邊照明設施、洗手間及行政辦公室經已破爛不堪，猶如廢墟，門外亦貼上了「未經許可，不可進入」的告示，更先後兩次被審計署批評，民主派政黨街工曾在2016年在封閉的公園入口旁邊掛上題為「葵涌公園遭閒置，立即復修供使用」的橫額，要求當局儘快修復葵涌公園供市民使用。民主黨區議員吳劍昇、林紹輝、許祺祥及黃炳權曾在區議會會議中動議要求盡快開放公園，吳更引用審計署於2013年提交政府的報告書內容，批評康文署擁有大型公園的發展權，卻在由1989年動工至今逾20年，公園基本上仍然閒置，認為無法接受。立法會建築、測量、都市規劃及園境界議員謝偉銓在2020年也批評葵涌公園的發展多年來「只聞樓梯響」，認為民政事務局和康文署應負主要責任，而政府高層亦應介入。
據立法會的2025-2026年度康文署財務審核文件，葵涌公園工程已於2024年年底大致完成，當時當局稱正進行場地驗收工作，以期盡快開放公園。

### 臨時板球場
在臨時板球場開放初期，一般市民只可在場內觀賽，不能在場內散步，葵青區葵涌邨南區議員黃潤達指出並不接受居民要以「觀賞賽事」名義才能入場，批評板球場如私人俱樂部，促請政府續牌時修改條款，讓居民可在內散步、緩跑和坐草地，並認為政府在續約時，應釐清場地牌照條款和第三者保險問題，確保使用場地市民安全。
但在臨時板球場獲對外開放後，使用率卻長期偏低。葵青區葵盛東邨區議員周偉雄對板球場只於平日開放兩小時並不滿意，認為應延長開放時間，期望政府於現時租約期滿後進行翻新工程，儘快開放予公眾使用，亦指在該幅土地出租予香港板球總會前，曾有居民爬進草地做運動，後來有圍欄封起，居民才沒有進去，證明居民對該草地有需求，只是現時宣傳不足，居民並不知情，期望多加宣傳吸引居民使用。
此外，有議員指出臨時板球場的範圍佔用了公園第二期的发展，認為政府在2022年後不應再續租予板球場，將公園還給葵青居民。

## 外部連結
- Chin, Matthew. . 立場新聞. 2016-08-19  [2020-07-18]. （原始内容存档于2019-08-16）.
- 陳銘智. . 香港01. 2016-09-29  [2020-07-18]. （原始内容存档于2020-07-18）.